# Tai tượng đỏ
Tai tượng đỏ (danh pháp hai phần: Acalypha wilkesiana) là loài cây bụi thường xanh thuộc chi Cỏ tai tượng. Cây này cao đến 3 m, tán rộng đến 2 m.
Tai tượng đỏ được dùng để chữa một số bệnh như nấm ngoài da

## Gallery

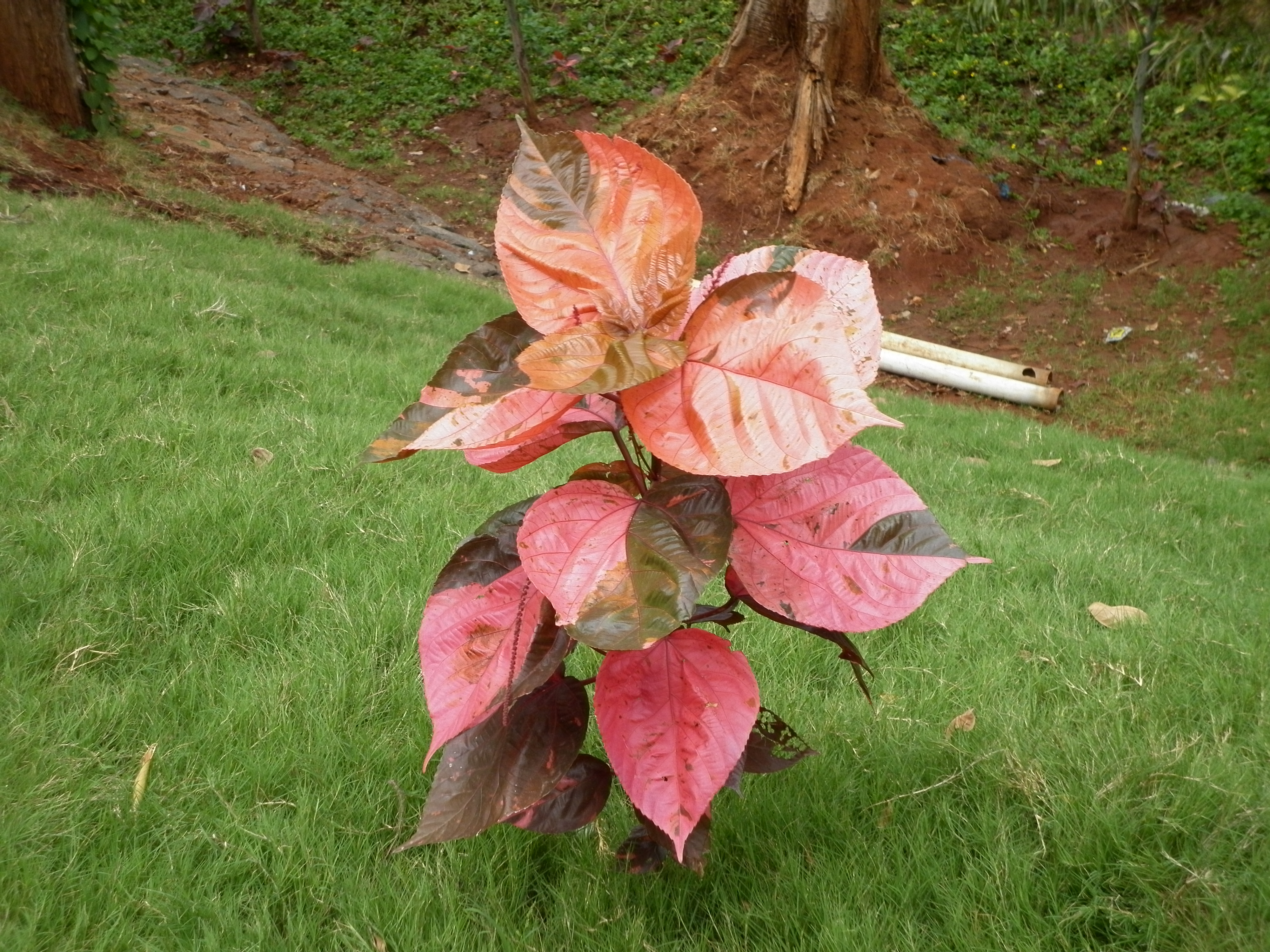
Acalypha wilkesiana at Courtallam
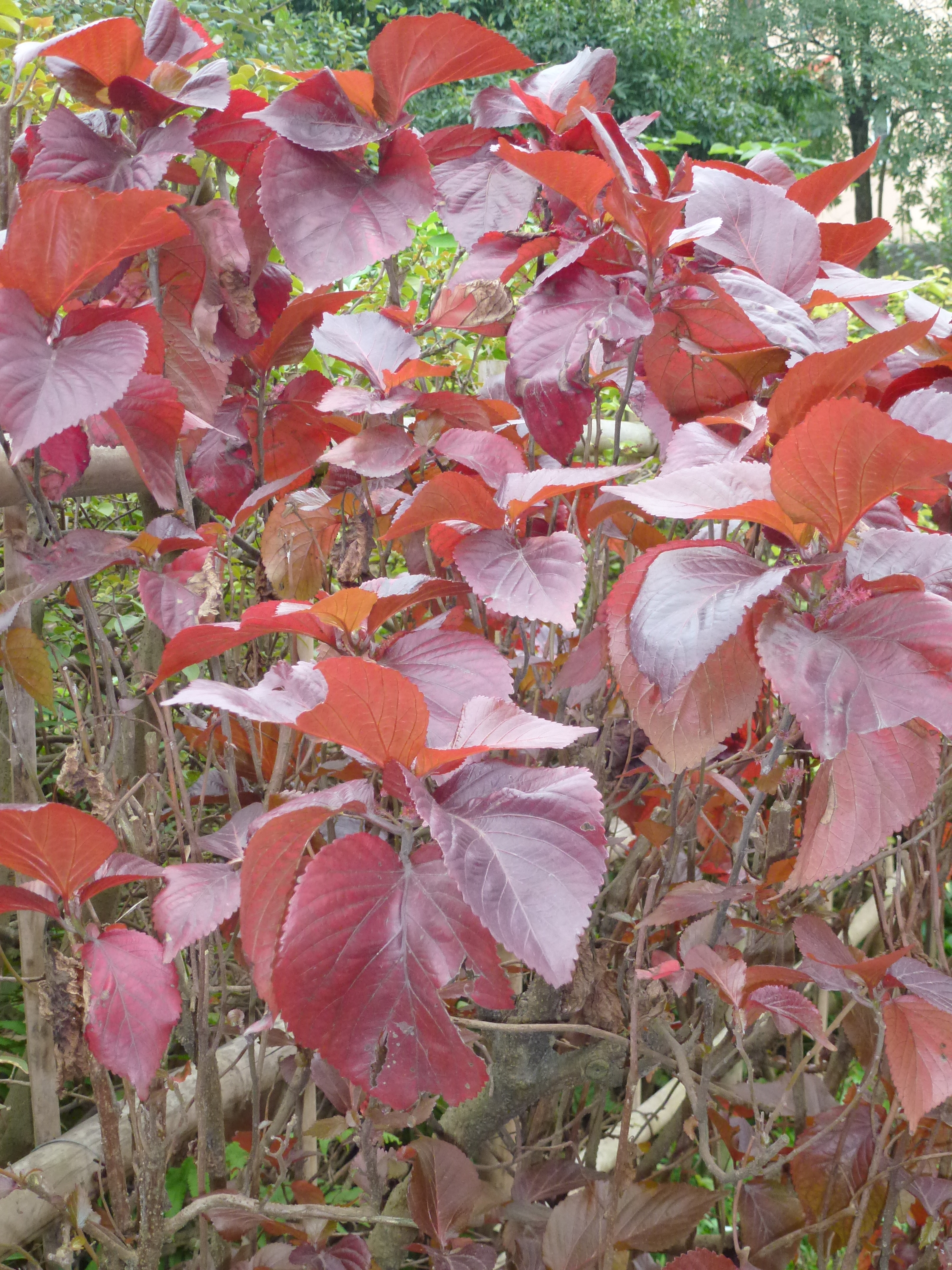
Cây Tai tượng đỏ chụp tại Bảo tàng Dân tộc học Việt Nam
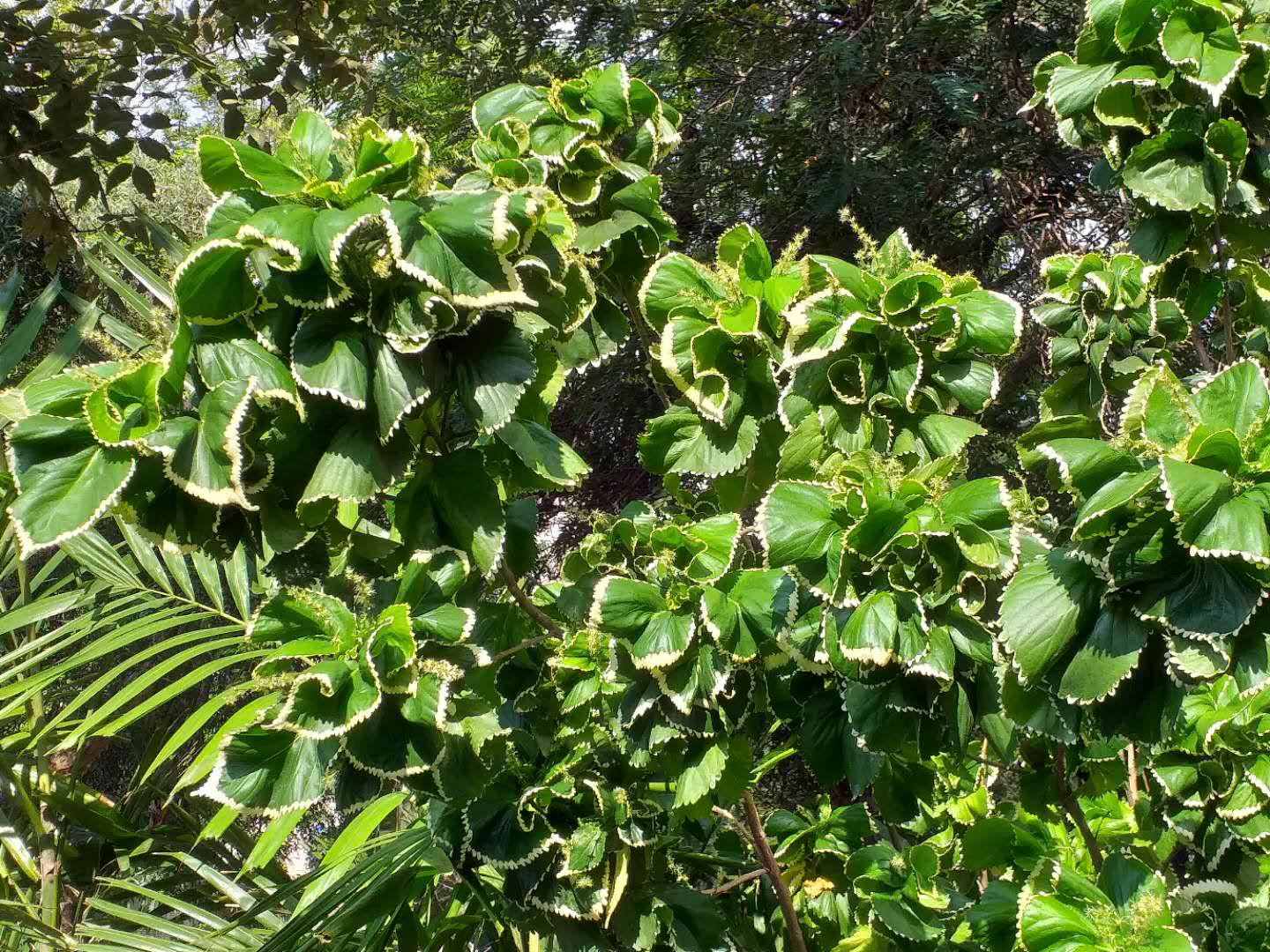
Acalypha wilkesiana Muell. Arg.
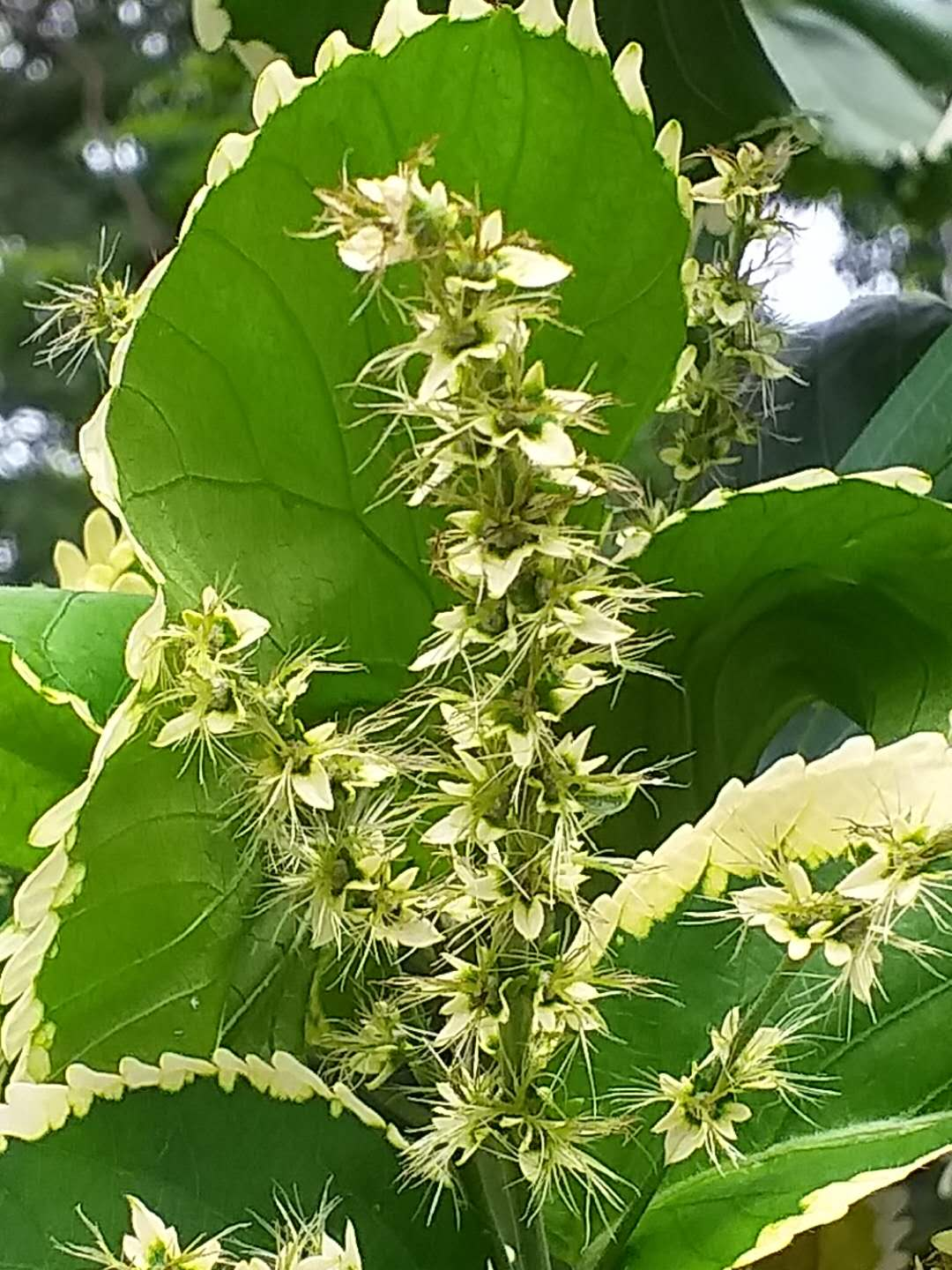
Acalypha wilkesiana Muell. Arg.